# Rąbinek (województwo wielkopolskie)
Rąbinek – osada w Polsce położona w województwie wielkopolskim, w powiecie kościańskim, w gminie Krzywiń.
W okresie Wielkiego Księstwa Poznańskiego (1815-1848) miejscowość wzmiankowana jako folwark Rombinek należała do wsi mniejszych w ówczesnym pruskim powiecie Kosten rejencji poznańskiej. Folwark Rombinek należał do okręgu krzywińskiego tego powiatu i stanowił część majątku Turwia (dziś Turew), którego właścicielem był wówczas (1846) gen. Dezydery Chłapowski. W skład majątku Turwia wchodził także Rombin oraz Wronowo. Według spisu urzędowego z 1837 roku folwark Rombinek liczył 15 mieszkańców, którzy zamieszkiwali dwa dymy (domostwa).
W latach 1975–1998 miejscowość administracyjnie należała do województwa leszczyńskiego.